# Sébastien Roque
Pour les articles homonymes, voir Roque.
Pas d'image ? Cliquez ici

a Compétitions nationales et continentales officielles uniquement.

Sébastien Roque, né le 31 janvier 1976 à Toulouse[réf. nécessaire], est un joueur français de rugby à XV et à sept évoluant au poste de centre.

## Biographie
Arrière de formation, Sébastien Roque est formé à l'école de rugby du Blagnac SCR, avant de rejoindre celle de l'US Colomiers en catégorie minimes. Il évolue par la suite aux postes d'ailier puis enfin de centre.
En équipe première columérine, il est régulièrement associé au centre des lignes arrières à Jérôme Sieurac. Il est parfois replacé à l'aile en fonction des indisponibilités sur la feuille de match.
En 1998, il remporte le Challenge européen sous le maillot columérin. L'année suivante, il dispute le 30 janvier 1999 la finale de la Coupe d'Europe au Lansdowne Road de Dublin face à l'Ulster ; les Columérins s'inclinent 21 à 6 face aux Irlandais.
En 2002, il signe au Castres olympique avec lequel il reste deux saisons. Il joue ensuite à l'Aviron bayonnais pendant deux années. En 2006, il intègre l'US Dax en 2006, avec laquelle il termine sa carrière professionnelle.

## Palmarès

### Avec l'US Colomiers
- Challenge européen :
  - Vainqueur (1) : 1998
- Coupe d'Europe :
  - Finaliste (1) : 1999
- Championnat de France de première division :
  - Vice-champion (1) : 2000

### Avec le Castres olympique
- Challenge Sud Radio :
  - Vainqueur (1) : 2003[5]
- Bouclier européen :
  - Vainqueur (1) : 2003

### Avec l'US Dax
- Finale d’accession en Top 14 :
  - Vainqueur (1) : 2007

## Statistiques en équipe nationale
- Équipe de France A : 1 sélection en 2002 (Australie A)[réf. nécessaire]
- Équipe de France universitaire : champion du monde 2000 en Italie[réf. nécessaire]
- Équipe de France -21 ans[réf. nécessaire]
- Équipe de France -18 ans : champion d'Europe 1995[réf. nécessaire]
- Équipe de France de rugby à sept[réf. nécessaire]